# جون دبليو. كوفي
جون دبليو. كوفي (بالإنجليزية: John W. Coffey)‏ هو مؤرخ الفن ومؤرخ أمريكي، ولد في 12 مارس 1954.